# Dar Gueddari
 (mars 2025).
Si vous disposez d'ouvrages ou d'articles de référence ou si vous connaissez des sites web de qualité traitant du thème abordé ici, merci de compléter l'article en donnant les références utiles à sa vérifiabilité et en les liant à la section « Notes et références ».
 (mars 2025).
La mise en forme du texte ne suit pas les recommandations de Wikipédia : il faut le « wikifier ».
Les points d'amélioration suivants sont les cas les plus fréquents. Le détail des points à revoir est peut-être précisé sur la page de discussion.
- Les titres sont pré-formatés par le logiciel. Ils ne sont ni en capitales, ni en gras.
- Le texte ne doit pas être écrit en capitales (les noms de famille non plus), ni en gras, ni en italique, ni en « petit »…
- Le gras n'est utilisé que pour surligner le titre de l'article dans l'introduction, une seule fois.
- L'italique est rarement utilisé : mots en langue étrangère, titres d'œuvres, noms de bateaux, etc.
- Les citations ne sont pas en italique mais en corps de texte normal. Elles sont entourées par des guillemets français : « et ».
- Les listes à puces sont à éviter, des paragraphes rédigés étant largement préférés. Les tableaux sont à réserver à la présentation de données structurées (résultats, etc.).
- Les appels de note de bas de page (petits chiffres en exposant, introduits par l'outil «  Source ») sont à placer entre la fin de phrase et le point final[comme ça].
- Les liens internes (vers d'autres articles de Wikipédia) sont à choisir avec parcimonie. Créez des liens vers des articles approfondissant le sujet. Les termes génériques sans rapport avec le sujet sont à éviter, ainsi que les répétitions de liens vers un même terme.
- Les liens externes sont à placer uniquement dans une section « Liens externes », à la fin de l'article. Ces liens sont à choisir avec parcimonie suivant les règles définies. Si un lien sert de source à l'article, son insertion dans le texte est à faire par les notes de bas de page.
- La présentation des références doit suivre les conventions bibliographiques. Il est recommandé d'utiliser les modèles {{Ouvrage}}, {{Chapitre}}, {{Article}}, {{Lien web}} et/ou {{Bibliographie}}. Le mode d'édition visuel peut mettre en forme automatiquement les références.
- Insérer une infobox (cadre d'informations à droite) n'est pas obligatoire pour parachever la mise en page.

Pour une aide détaillée, merci de consulter Aide:Wikification.
Si vous pensez que ces points ont été résolus, vous pouvez retirer ce bandeau et améliorer la mise en forme d'un autre article.
Dar Gueddari 
en arabe : دار الكداري C'est une ville située au nord-ouest du Maroc dans la province de Sidi Kacem, au sein de la région de Rabat-Salé-Kénitra, à environ 60 km de la ville de Kénitra et à 100 km de la capitale Rabat.

## Description
Dar El Gueddari était un petit village où habitait la famille El Gueddari. Autour d'eux habitait une tribu arabe, les Gueddadra, et les familles des gens qui travaillaient dans le domaine des Gueddaris sur leur terres, qui ont pour la plupart immigré du Haouz, deTadla, de Rhamna, des Jbellas et de Chrardda. On cite les familles Jarbia, Barka, FarjiI, Haimed, Reddad, Cherradi, Tadlaoui, Hrizi, belhaj, jebli, Hlalia et d'autres familles venant de tribus voisines, Zdak (Bridjat), les familles Lahmine (Kratt cousins des Gueddari). Ces familles logeaient dans les terres des Gueddaris gracieusement et faisaient des petits commerces. Ces familles d'origine étrangère se sont vu offrir des terres agricoles de l'État par le roi Mohammed V et ont été nommés les mohammadiennes.
Les inondations de 1963 ont rasé toutes les maisons en terre de ces familles gueddadras et les mohammadiennes qui étaient en terre. Seules les maisons des Gueddari ont résisté aux inondations sauf le menzeh qui était attenant à la maison qui s'est écroulée (grand patrimoine perdu malheureusement). À la suite de ces inondations le roi Hassan a fait construire la ville sur les terres des Gueddari en parcellant les terrains en lots de petites maisons d'une chambre, cuisine et toilettes et des lots de terrains allant de 150 m2 à 500 m2 puis ces familles ont développé leurs maisons.
Dar el Gueddari était pendant plusieurs années chef-lieu de la commune rurale de Dar el Gueddari qui était faite des douars sur le Beht et sur le Sebou qui sont le tribus arabes Laaachach des Bni Hssen, les Ouled Moussa, Lamraifeg, et l'autre cote sur le Beht : Btabta Laghraraine, Ouled Soultan Kbarta, etc.
Ce n'est que dans les années 1970 que Dar El Gueddari est devenue une commune urbaine et donc une ville grâce au caïd Ahmed El Gueddari.
Dar el Gueddari est le siège de deux écoles primaires, d'un collège-lycée, d'un bureau de poste, d'une bachaouia et d'un centre de santé, d'une sucrerie et autres administrations. Un centre commercial les Barrarques.

## Le Nom
L'origine de la raison du nom de Dar Gueddari a une histoire historique, qui était autrefois connue sous le nom de village sous le nom de "Dar Al-Jabal". Ce nom était utilisé pour désigner sa situation géographique près de la montagne et la nature montagneuse rurale près du village. Le terme dénomination se compose de deux mots, le mot "dar" et en arabe, il signifie "maison" ou "lieu". Le nom a été changé en raison du passage du temps et des événements politiques et sociaux de la région, il a donc été appelé Dar Gueddari . Le terme "Gueddari " remonte à la lignée de "Dar Caïd El-Hajj Ahmed Gueddari" , qui l'a gouvernait et dans lequel il vit à l'époque coloniale française, un nom qui était connu des autorités françaises de la région sous le nom de Dar Le Caïd, qui provient des descendants de l'ancienne famille historique qui est sage dans l'occupation La tribu de Bani Hassan dans le nord-ouest du Maroc à partir du milieu des siècles

## La Culture artistique
La ville de Dar Gueddari , dans l'ouest du Maroc, bénéficie d'un riche patrimoine artistique et culturel qui reflète son histoire ancienne et l'Irak de ses habitants. Ce patrimoine comprend une variété d'arts et de pratiques qui sont incarnés dans de nombreux domaines tels que l'artisanat traditionnel, la musique et la cuisine. Voici quelques-uns des aspects les plus importants de l'ancien patrimoine artistique de ce village
1. La danse à "HAYT"  d'Al-Hasnawi
C'est un genre de danse qui fait partie de l'héritage folklorique populaire de Gharbawi, qui est célèbre dans la région occidentale du Maroc et se caractérise par son rythme rapide et ses mouvements collectifs harmonieux. Il est joué lors de multiples occasions sociales et reflète l'identité culturelle de la région occidentale au Maroc
2. Musique folklorique :
Musique folklorique de Gharbawi : L'art musical de Dar Gueddari est considéré comme faisant partie du patrimoine populaire de la région. Les instruments de musique traditionnels tels que "Bandeer" et le violon ou "Kamanja" sont utilisés dans les célébrations lors d'occasions de mariages sociaux.
3. Festivals culturels :
La ville est témoin de festivals musicaux et culturels qui reflètent le patrimoine populaire de la région tels que :
1 Festival "Gharb spirte culturel" Hassani
Ce festival reflète la culture artistique de la musique et de la danse traditionnelles dans la région
2 Festival "des rythmes du Dar Gueddari "
Ce festival révèle les types d'art musical populaire de Gharbawi pour diffuser la culture artistique historique dans la région
3. Artisanat traditionnel :
Tissage et tricotage :
La région est célèbre pour l'artisanat tel que le tissage et la fabrication de tapis ou "Zarbia" fabriqué par les femmes de la région et la culture de la ville est célèbre
Bois :
Les artisans de la région peuvent également être engagés dans la sculpture sur bois et les industries traditionnelles telles que les sacs et les chaussures.

## Histoire
Dar El Gueddari était le chef-lieu où habitait le caïd des Béni Hssen. Les caïds Gueddari ont gouverné pendant deux ou trois siècles. Les Gueddari descendant du marabout Sidi Gueddar descendant du grand marabout enterré à Bejaad. C'est la dynastie « al mourrabitines » descendant d'Omar ibn al-Khattâb compagnon du prophète Mahomet.
Les plus connus par l'histoire sont tout d'abord le caïd Bousselham ben Gueddar qui a combattu les Portugais lors de leur invasion sur la ville de Salé.
Le caïd M'hammed ben Kacem qui a gouverné avec le roi Moulay El Hassan, était un des chefs de l'armée de Moulay el Hassan et se déplaçait avec lui pendant ses déplacements officiels sur le territoire marocain et voyagea avec lui au sud du Maroc. Le caïd m'Hammed el Gueddari était grand caïd qui gouvernait de Fès jusqu'à Salé où il y a une grande fontaine sur laquelle est gravé son nom dans la grande mosquée de Salé.
Après la mort de Moulay El Hassan, le caïd M'hammed gouverne avec le sultan Moulay Abdelaaziz auquel il reste fidèle jusqu'à la dernière minute et se fait emprisonner par l'armée de Moulay Abdelafid qui a nommé son fils Mohamed ben M'hammed caïd des Béni Hssen à sa place car le caïd était porté disparu jusqu'au jour où le roi Moulay Abdelhafid le découvrit parmi les prisonniers et lui donna sa grâce, puis il lui a rendu sa maison à Fès et le nomma pacha de la ville de Larache.
Après quelques années de séjour à Larache, le caïd demande au roi de quitter son poste à Larache et rentre chez lui et son fils Mohamed lui céda son poste de caïd et devient khalifa car il voulait pas être caïd alors que son père était vivant.
Hadj Ahmed ben Kacem El Gueddari a notamment mis en place la coopérative laitière de Kénitra dont il a toujours été le président au cours de sa vie; pour aider les pauvres agriculteurs du Gharb. Très influent dans cette région, il a souvent pris de grandes décisions agricoles et politiques. Il a également été député au parlement marocain. Le caïd et sa famille possèdent les terres de Dar El Gueddari et les environs : Lamraifeg, Smeira, Btabta, Ermilate etc. Il était respecté et aimé par tous les agriculteurs et reconnu pour sa bonté, sa générosité et sa justesse. À sa mort, le village entier était en deuil.

### Sources
- (en) Dar Gueddari sur le site de Falling Rain Genomics, Inc.